# Картер, Кларенс
Кларенс Джордж Картер (англ. Clarence George Carter; род. 14 января 1936 года, Монтгомери, Алабама, США) — американский ритм-н-блюзовый гитарист, вокалист и автор песен. Дважды номинант премии Грэмми в номинациях «Лучшая R&B песня» (1969), «Лучшее R&B вокальное исполнение» (1970). Номинант Blues Music Awards в категории «Песня года» (1987).

## Биография
Кларенс Картер родился слепым в Монтгомери, Алабама в 1936 году в семье издольщиков. Научился играть на гитаре, подаренной ему бабушкой в девятилетнем возрасте  слушая записи Джона Ли Хукера, Лайтнин Хопкинса и Джимми Рида. Обучался в школе для слепых в Талладеге и Университете Алабамы в 1960 году получив там степень бакалавра музыки. К моменту окончания учёбы Картер развил разнообразные навыки и на своих записях он не только пел и играл на гитаре, но и иногда сам играл на клавишных, писал и аранжировал, записывая ноты шрифтом Брайля.
Свою профессиональную карьеру начал со своим другом Кэлвином Скоттом, подписав контракт с Fairlane Records и выпустив сингл «I Wanna Dance But I Don’t Know How» под названием Clarence & Calvin. После второго сингла «I Don’t Know (School Girl)» 1962 года, дуэт подписал контракт с Duke Records, переименовавшись в C & C Boys и выпустив на лейбле четыре сингла впрочем не имевшие коммерческого успеха. В 1965 году дуэт записал сингл «Step by Step», который распространялся уже Atco, дочерней компанией Atlantic Records, но и он провалился в чартах и Atco расторгла контракт (к тому времени группа называлась  Clarence & Calvin and the Mello Men ). Однако музыканты регулярно выступали в клубах Бирмингема, Алабама. В 1966 году Скотт серьёзно пострадал в аварии, возвращаясь с концерта, подал в суд на Картера, требуя помощи с оплатой его медицинских счетов, и конфликт привел к тому, что Скотт покинул группу. Кларенс Картер продолжил карьеру сольно, подписав контракт с Fame Records. В 1967 году к музыканту пришёл первый успех: его дебютный сингл «Tell Daddy» достиг 35 позиции в  Billboard R&B, и вдохновил Этту Джеймс на написание ответной песни «Tell Mama», где Картер был указан в числе авторов.
В конце 1967 года Картер подписал контракт с Atlantic Records и выдал там целую цепочку хитов, начав со «Slip Away» (2 место в Billboard R&B, 6 место в Billboard Hot 100) и «Too Weak to Fight» (3 и 13 места соответственно, на ней тоже сыграл тогда неизвестный Дуэйн Оллман h). Оба диска стали «золотыми». В 1968 году он выпустил свой дебютный альбом на Atlantic, за которым последовали ещё три. В конце 1968 Картер выпустил рождественский хит «Back Door Santa» (4 место в рождественском чарте) и начал национальные гастроли. В это время Картер женился на своей бэк-вокалистке Кэнди Стейтон, у них родился сын, но в 1973 году пара развелась.
В 1969 и 1970 года все синглы Картера («Snatching It Back», «The Feeling Is Right», «Doin' Our Thing», and «I Can’t Leave Your Love Alone») попадали в Billboard Hot 100. В 1969 году с песней «I’d Rather Be An Old Man’s» музыкант был номинирован на Грэмми. Самый большой успех Картера состоялся в 1970 году, с выпуском собственной версии песни «Patches» авторства группы Chairmen of the Board. Этот сингл разошёлся более чем миллионным тиражом за три дня, добрался до 2 места в UK Singles Chart, 4 места в Billboard Hot 100, получил Грэмми как лучшая R&B-песня, а сам Картер номинацию на Грэмми в категории «Лучшее R&B вокальное исполнение». Последующие записи Картера уже не имели такого успеха, и в 1971 году музыкант покинул Atlantic Records, вернувшись на Fame, а в 1975 году ушёл на ABC Records, выпустив там три альбома.
В середине 1970-х карьера Картера пошла на спад, в связи с наступившей эпохой диско, но он продолжал регулярно записываться на разных лейблах. В 1985 году музыкант подписал контракт с Ichiban Records и продолжил записываться, несколько сместив акцент в своём творчестве в сторону блюза. Не самый пристойный по содержанию сингл «Strokin’»/«Love Me With A Feeling» даже получил номинацию «Песня года» от Blues Foundation. В 1990-е Картер продолжал активно записываться и гастролировать, а в 1996 году создал собственный лейбл Cee Gee Entertainment.
В 1989 году Картер получил премию Governor's Achievement Award for Popular Music от Зала славы музыки Алабамы. Член Зала славы музыки Джорджии (2002), Алабамы (2003) 
Живёт в округе Декейтер, штат Джорджия, и продолжает гастролировать, чаще всего играя на пляжных фестивалях и в казино. Картер путешествует со своей собственной звуковой системой и сам выступает в качестве звукорежиссёра, что является необычной практикой для музыкантов его жанра .
Тематика песен Картера колеблется в диапазоне от пошлых намёков до откровенных непристойностей. Так, писатель Брайан Уорд сказал что Картер «фактически сделал карьеру на рассказах о необузданной любви и недозволенном сексе…». «Картер поет своим глубоким баритоном почти все виды любовных песен…но его специальность — повествование об измене во всех ее бесчисленных аспектах. Чаще всего он представляет неверность либо как самое изысканное из романтических наслаждений, либо как грех, расплатой за который является чувство вины, как подавляющее, так и пробирающее до мурашек» . В 1985 году он выпустил песню «Strokin'», непристойность которой не позволяла даже ротировать её на радио, и компания распространяла её через музыкальные автоматы. Впоследствии её можно было услышать в фильмах Чокнутый профессор (1986) и Киллер Джо (2011). Песни Картера звучат также в фильмах Вундеркинды, Подарок на Рождество, Ещё один день в раю и других. Однако эти песни привлекли к себе внимание любителей хип-хопа.
«В отличие от большинства своих коллег в иерархии южного соула, музыкальный подход Картера напрямую восходил к акустическому кантри-блюзу. Он стал последним звеном в длинной цепочке слепых блюзовых певцов-гитаристов, потомком Блайнда Лемона Джефферсона, Блайнда Вилли Мактелла и Блайнда Вилли Джонсона среди прочих» .
«Типичная запись Кларенса Картера состоит из его мощного вокала и звенящих проходов гитары Jazzmaster поверх прочного соул-грува в духе группы Muscle Shoals Rhythm Section, подчеркнутого звучным группой духовых инструментов в стиле Мемфиса» .

## Дискография

### Студийные альбомы
| Год  | Альбом                             | Позиция в чарте | Позиция в чарте |
| Год  | Альбом                             | US              | US R&B          |
| ---- | ---------------------------------- | --------------- | --------------- |
| 1968 | This Is Clarence Carter            | 200             | 49              |
| 1969 | The Dynamic Clarence Carter        | 169             | 22              |
| 1969 | Testifyin'                         | 138             | 35              |
| 1970 | Patches                            | 44              | 18              |
| 1973 | Sixty Minutes with Clarence Carter | —               | 41              |
| 1974 | Real                               | —               | —               |
| 1975 | Loneliness & Temptation            | —               | 58              |
| 1976 | A Heart Full of Song               | —               | —               |
| 1980 | Let’s Burn                         | 189             | 28              |
| 1981 | Mr. Clarence Carter in Person      | —               | —               |
| 1982 | Love Me with a Feeling             | —               | —               |
| 1984 | Singing for My Supper              | —               | —               |
| 1985 | Messin' with My Mind               | —               | —               |
| 1986 | Dr. C.C.                           | —               | 20              |
| 1987 | Hooked on Love                     | —               | 34              |
| 1989 | Touch of Blues                     | —               | 52              |
| 1990 | Between a Rock and a Hard Place    | —               | 48              |
| 1992 | Have You Met Clarence Carter…Yet?  | —               | 73              |
| 1995 | I Couldn’t Refuse                  | —               | —               |
| 1996 | Carter’s Corner                    | —               | —               |
| 1999 | Bring It to Me                     | —               | —               |
| 2003 | Slippin' Away                      | —               | —               |
| 2011 | Sing Along with Clarence Carter    | —               | —               |
| 2015 | Dance to the Blues                 | —               | —               |

### Концертные альбомы и сборники
- 1971 That’s What Your Love Means to Me
- 1977 I Got Caught Making Love
- 1991 Dr. CC’s Greatest Prescriptions: The Best Of
- 1994 Live with the Dr.
- 1995 Together Again
- 1997 Too Weak to Fight
- 2001 Live in Johannesburg
- 2003 All Y’all Feeling Alright
- 2005 One More Hit
- 2007 The Final Stroke
- 2007 I’m Easy
- 2009 On Your Feet
- 2010 A Christmas Party
- 2015 Dance to the Blues
- 2020 Mr. Old School

### Синглы
| Год  | Сингл                                    | Позиция в чарте                                   | Позиция в чарте | Позиция в чарте | Позиция в чарте | Позиция в чарте | Сертификация |
| Год  | Сингл                                    | US Pop                                            | US R&B          | AUS             | UK              | CAN             | Сертификация |
| ---- | ---------------------------------------- | ------------------------------------------------- | --------------- | --------------- | --------------- | --------------- | ------------ |
| 1967 | «Tell Daddy»                             | —                                                 | 35              | —               | —               | —               |              |
| 1967 | «Thread the Needle»                      | 98                                                | 38              | —               | —               | —               |              |
| 1968 | «Looking for a Fox»                      | 62                                                | 20              | —               | —               | —               |              |
| 1968 | «Slip Away» / «Funky Fever»              | 6 88                                              | 2 49            | —               | —               | 12 85           | - RIAA: Gold |
| 1968 | «Too Weak to Fight»                      | 13                                                | 3               | —               | —               | 14              | - RIAA: Gold |
| 1968 | «Back Door Santa»                        | 4 (неделя на №4 в отдельном рождественском чарте) | —               | —               | —               | —               |              |
| 1969 | «Snatching It Back»                      | 31                                                | 4               | —               | —               | 11              |              |
| 1969 | «The Feeling Is Right»                   | 65                                                | 9               | —               | —               | 30              |              |
| 1969 | «Doin' Our Thing»                        | 46                                                | 9               | —               | —               | 37              |              |
| 1970 | «Take It Off Him and Put It on Me»       | 94                                                | 23              | —               | —               | —               |              |
| 1970 | «I Can’t Leave Your Love Alone»          | 42                                                | 6               | —               | —               | —               |              |
| 1970 | «Patches»                                | 4                                                 | 2               | 10              | 2               | 16              | - RIAA: Gold |
| 1970 | «It’s All in Your Mind»                  | 51                                                | 13              | —               | —               | —               |              |
| 1971 | «The Court Room»                         | 61                                                | 12              | —               | —               | —               |              |
| 1971 | «Slipped, Tripped and Fell in Love»      | 84                                                | 25              | —               | —               | —               |              |
| 1971 | «Scratch My Back (And Mumble in My Ear)» | —                                                 | 41              | —               | —               | —               |              |
| 1972 | «Back in Your Arms»                      | —                                                 | 46              | —               | —               | —               |              |
| 1973 | «Put on Your Shoes and Walk»             | 112                                               | 40              | —               | —               | —               |              |
| 1973 | «Sixty Minute Man» / «Mother-in-Law»     | 65 80                                             | 17 24           | —               | —               | —               |              |
| 1973 | «I’m the Midnight Special»               | 101                                               | 15              | —               | —               | —               |              |
| 1975 | «I Got Caught»                           | —                                                 | 49              | —               | —               | —               |              |
| 1981 | «It’s a Monster Thang»                   | —                                                 | 81              | —               | —               | —               |              |
| 1986 | «Strokin'»                               | —                                                 | —               | 24              | 82              | —               |              |